# Jensen Ackles
Jensen Ross Ackles  (Dallas, 1 de março de 1978) é um ator, diretor, dublador e músico norte-americano, mais conhecido por interpretar Dean Winchester na série Supernatural. Ackles também interpreta o super-herói Soldier Boy na série The Boys, do Amazon Prime. Em 2018, juntamente com seu amigo Steve Carlson, formaram o duo Radio Company, lançando seu disco de estreia em 2019, intitulado Radio Company Vol. 1.
Ackles também interpretou Tom Hanniger no remake de My Bloody Valentine (1981) em 2009. Além de seu trabalho como ator, ganhou na premiação Soap Opera Digest Award como Melhor Estreante Masculino por seu papel como Eric Brady em Days of Our Lives em 1998.

## Biografia
Jensen nasceu em Dallas, no estado americano do Texas, é filho de Donna Joan Shaffer e Alan Roger Ackles. Jensen tem um irmão mais velho, Joshua, e uma irmã mais nova, Mackenzie. Tem ascendência inglesa, escocesa e irlandesa. Havia planejado estudar medicina esportiva na Universidade de Tecnologia do Texas e tornar-se fisioterapeuta, antes de mudar para Los Angeles para se tornar ator.

### Vida pessoal
Após três anos de namoro e um ano de noivado, Jensen se casou com a também atriz e modelo Danneel Ackles em maio de 2010. Com ela teve 3 filhos: Justice Jay Ackles, nascida em maio de 2013, e os gêmeos Zeppelin Bram Ackles e Arrow Rhodes Ackles, nascidos em dezembro de 2016. Atualmente o ator e a família vivem em Austin, no Texas. Jensen se considera cristão não-denominacional.
Ackles também é coproprietário de uma cervejaria em Dripping Springs, Texas, chamada Family Business Beer Company, com sua esposa e sogros. O nome da cervejaria é uma referência a Supernatural ("family business" é o slogan da série).

## Carreira

### 1996–2004: Primeiros papeis
Após ser modelo, Jensen começou a concentrar-se na carreira de ator em 1996. Ele apareceu em vários papéis pequenos, como em Mr. Rhodes, Sweet Valley High e Cybill, antes de se juntar ao elenco da novela da NBC Days of Our Lives, como Eric Brady, em 1997. Ganhou em 1998 Soap Opera Digest para melhor estreante masculino e foi nomeado três vezes (1998, 1999 e 2000) para o Daytime Emmy Award para mais jovem ator em uma série de drama por seu trabalho em Days of Our Lives.
Jensen deixou Days of Our Lives em 2000 e passou a participar da minissérie Blonde sobre a vida de Marilyn Monroe. Ele também disputou o papel do jovem Clark Kent em Smallville, mas este foi oferecido para o ator Tom Welling. Depois disso, participou como convidado na série de televisão Dark Angel na FOX, em 2001, como Ben/X5-493, o psicopata, serial killer "irmão" da personagem principal Max/X5-452 (interpretada por Jessica Alba). Seu personagem morreu no episódio, mas Jensen retornou à série na segunda temporada como o clone de Ben, Alec/X5-494. Ele permaneceu com a série até seu cancelamento, em 2002. Em 2003 fez diversas aparições na série Dawson's Creek como C.J., da Warner Bros. Em 2004 entrou para o elenco regular da série Smallville interpretando o treinador de futebol Jason Teague, que também era o novo namorado de Lana Lang (interpretada por Kristin Kreuk).

### 2005–2020: Sucesso comSupernatural

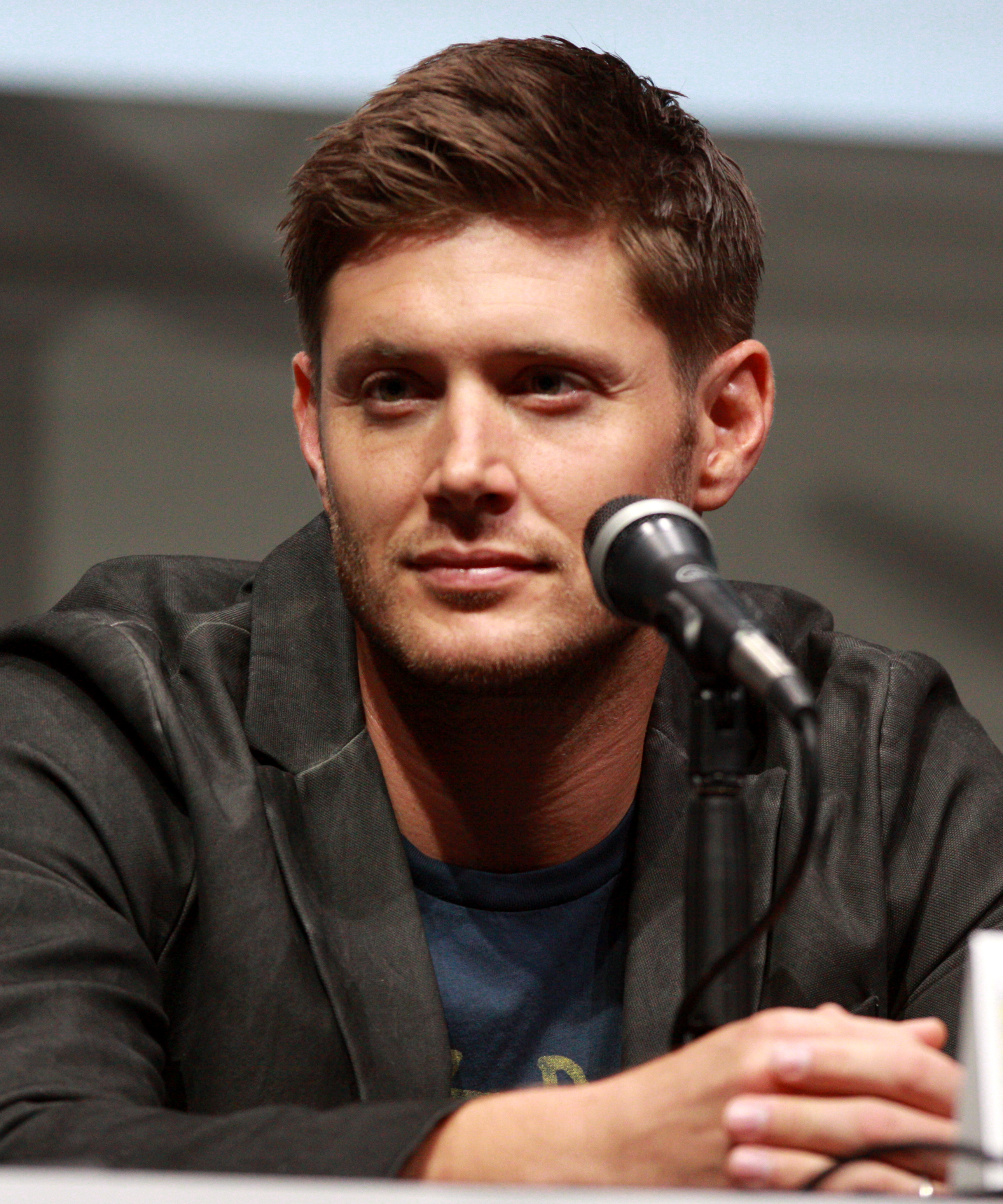
Jensen na Comic-Con 2013.

Após uns meses ausente, Jensen voltou à televisão em 2005 para atuar em Supernatural, uma série sobre fenômenos paranormais da The CW, no papel de Dean Winchester, ao lado do seu co-estrela Jared Padalecki como seu irmão Sam Winchester, onde ambos viajam por todo os Estados Unidos em um Chevrolet Impala 1967 preto, investigando e combatendo eventos paranormais e outras ocorrências inexplicáveis, muitas delas baseadas em lendas urbanas americanas e folclore, assim como diferentes criaturas sobrenaturais. Além da busca incessante pelo pai desaparecido, John Winchester (Jeffrey Dean Morgan), e a procura de respostas sobre a morte sobrenatural de sua mãe, Mary Winchester.
Seu episódio piloto foi visto por mais de 5,69 milhões de telespectadores, e o índice de audiência dos quatro primeiros episódios levou ao canal The WB produzir uma primeira temporada completa de 22 episódios. Originalmente, Kripke planejou a série para três temporadas, mas posteriormente expandiu para cinco. No entanto, devido a popularidade gigantesca da série, o canal The CW decidiu continuar a produção. A série chegou ao seu episódio final no dia 19 de novembro de 2020, sendo a mais duradoura do canal, com 327 episódios, e a última série das extinta emissora The WB, a ser transmitida pela The CW.
No verão de 2007, Ackles assumiu o papel de Priestly na comédia independente Ten Inch Hero. O filme começou a chegar ao circuito de festivais de cinema no início de 2007, e Ackles recebeu muitos elogios por seu timing cômico no papel. Ele também apareceu no palco de 5 a 10 de junho de 2007 ao lado de Lou Diamond Phillips em A Few Good Men, no Casa Mañana Theatre em Fort Worth, Texas, como o tenente Daniel Kaffee. Ackles recebeu muitos elogios por seu trabalho neste papel, que também foi sua estreia profissional no teatro. No verão de 2008, Ackles foi escalado para o remake do filme My Bloody Valentine 3D, que estreou em todo o estado norte-americano em 16 de janeiro de 2009.
No verão de 2010, como parte da franquia DC Universe Animated Original Movies, Ackles forneceu sua voz para o Capuz Vermelho (Jason Todd) no filme de animação, Batman: Under The Red Hood, que foi lançado em DVD e Blu-ray em 27 de julho. No verão de 2021, Ackles dublou o personagem Batman (Bruce Wayne) para a adaptação em duas partes de Batman: The Long Halloween. Ele dublou o papel novamente em fevereiro de 2023 em Legion of Super-Heroes e Justice League: Warworld. Em 22 de outubro de 2010, a Disney Interactive Studios anunciou que ele estaria expressando um personagem chamado Gibson no jogo Tron: Evolution, que foi lançado em 7 de dezembro de 2010.

### 2021–presente:Radio CompanyeThe Boys

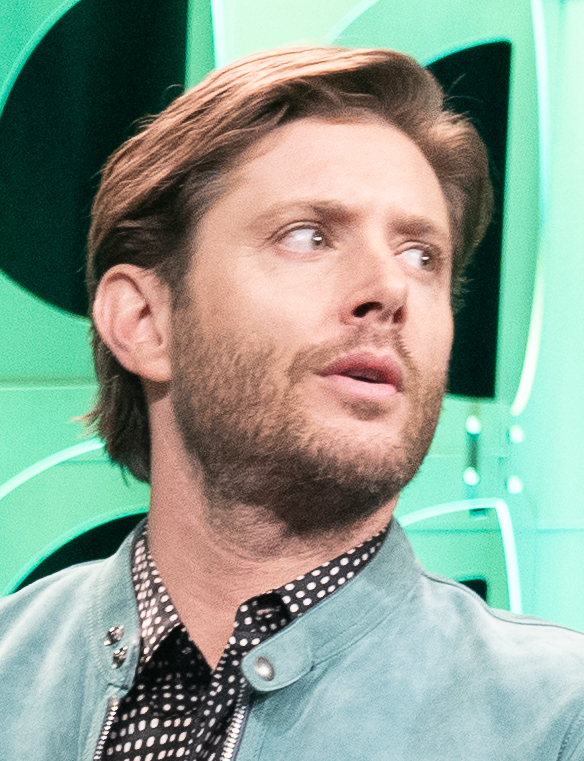
Jensen em 2022.

Jensen sempre demonstrou sua extrema paixão pela música, então não foi surpresa para sua fãs quando decidiu abrir caminho nessa área também. Na sexta-feira do dia 8 de novembro de 2019, lançou seu primeiro álbum em um duo com o músico Steve Carlson, chamado Radio Company. Amigos de longa data, Jensen e Steve já tocavam e se apresentavam juntos há 15 anos, mas criaram o Radio Company apenas em 2018, durante um período de férias do ator. O disco de estreia do projeto foi intitulado como "Radio Company Vol. 1" e traz uma pegada de rock n' roll, blues e country, contando com dez faixas, incluindo o single que já havia sido divulgado anteriormente pela dupla, "Sounds of Someday", e que também foi incluído no episódio 4 da 15ª temporada de Supernatural. Em 23 de novembro, o álbum ficou na posição de número #18 da parada Top Rock Albums e foi número #151 na parada da Billboard 200.
A dupla anunciou que iria fazer um “Vol. 2", e o mesmo foi lançado em 7 de maio de 2021. Em fevereiro de 2022, a banda anunciou que estava trabalhando em um terceiro álbum. "Keep On Ramblin" foi lançado em 24 de fevereiro de 2023. Eles fizeram sua apresentação de estreia ao vivo em Nashville no dia 19 de dezembro de 2022, no Analog at Hutton Hotel. Em 15 de junho de 2023, a Radio Company anunciou que a apresentação em Nashville estava sendo preparada para o lançamento de seu primeiro álbum ao vivo. Um álbum duplo de 17 faixas, intitulado "Radio Company - Live from Nashville", foi lançado em 24 de novembro de 2023.
Em agosto de 2020, foi anunciado que Jensen se juntaria ao elenco para a 3 temporada da série The Boys, da Prime Video, na pele do super-herói Soldier Boy. Mais tarde, ele interpretou o mesmo personagems no episódio "Jumanji" do spin-off de The Boys, a série Gen V. Ainda no mesmo ano, ele e sua esposa Danneel Ackles formaram a Chaos Machine Productions em acordo com a Warner Bros. Television. Em junho de 2021, foi anunciado que ambos estavam desenvolvendo um spinoff prequela de Supernatural para a The CW, intitulado The Winchesters, sobre os jovens John e Mary Winchester, pais de Sam e Dean. Ackles serviu como narrador e produtor executivo, além de ter reprisado seu papel como Dean Winchester.
Em 6 de junho de 2024, o ator foi anunciado como protagonista da série Contagem Regressiva, drama do Prime Video assinado pelo showrunner Derek Haas, cocriador de Chicago Fire. A estréia da série está programada para junho de 2025. Já no mês seguinte, em julho de 2024, a Prime Video anunciou mais um spin-off da série The Boys, intitulado Vought Rising, que será uma prequela que explorará a história da empresa Vought. A série será ambientada nos anos 50 e mostrará os primórdios da Vought Enterprises, incluindo a criação do Composto V, além de explorar também a história de Soldier Boy, o primeiro super-herói americano.

## Filmografia

### Filmes
| Ano  | Título                                    | Papel                       | Notas                |
| ---- | ----------------------------------------- | --------------------------- | -------------------- |
| 2001 | Blonde                                    | Eddie G. Robinson           | Telefilme            |
| 2004 | The Plight of Clownana                    | Jensen                      | Curta-metragem       |
| 2005 | Devour                                    | Jake Gray                   | Diretamente em vídeo |
| 2007 | Ten Inch Hero                             | Priestly                    | Filme                |
| 2009 | My Bloody Valentine 3-D                   | Tom Hanniger                | Filme                |
| 2010 | Batman: Under the Red Hood                | Jason Todd / Red Hood (voz) | Diretamente em vídeo |
| 2019 | Buddy Games                               | Jack Durfy                  | Camafeu              |
| 2021 | Batman: The Long Halloween, Part One      | Batman / Bruce Wayne (voz)  |                      |
| 2021 | Batman: The Long Halloween, Part two      | Batman / Bruce Wayne (voz)  |                      |
| 2023 | Legion of Super-Heroes                    | Batman / Bruce Wayne (voz)  |                      |
| 2023 | Justice League: Warworld                  | Batman / Bruce Wayne (voz)  |                      |
| 2023 | Buddy Games: Spring Awakening             | Jack Durfy                  |                      |
| 2024 | Justice League: Crisis on Infinite Earths | Batman / Bruce Wayne (voz)  |                      |

### Televisão
| Ano           | Título                      | Papel                  | Notas                                                                   |
| ------------- | --------------------------- | ---------------------- | ----------------------------------------------------------------------- |
| 1996          | Wishbone                    | Michael Duss           | Episódio: "Viva Wishbone!"                                              |
| 1996          | Sweet Valley High           | Brad                   | Episódio: "All Along the Water Tower"                                   |
| 1996–1997     | Mr. Rhodes                  | Malcolm                | Recorrente; 7 episódios                                                 |
| 1997          | Cybill                      | David                  | Episódio: "The Wedding"                                                 |
| 1997–2000     | Days of our Lives           | Eric Roman Brady       | Série regular; 115 episódios                                            |
| 2001–2002     | Dark Angel                  | Alec McDowell / X5-494 | Papel principal (2ª temporada); 22 episódios                            |
| 2002–2003     | Dawson's Creek              | C.J. Braxton           | Recorrente; 12 episódios                                                |
| 2003–2004     | Still Life                  | Max Morgan             | 6 episódios                                                             |
| 2004–2005     | Smallville                  | Jason Teague           | Papel principal (4ª temporada); 22 episódios                            |
| 2005–2020     | Supernatural                | Dean Winchester        | Protagonista; 327 episódios                                             |
| 2011          | Supernatural: The Animation | Dean Winchester        | Protagonista; 2 episódio (voz)                                          |
| 2012          | Undead Noise                | Event Guest            | Episódio: "Flying Solo"                                                 |
| 2015–2018     | The Hillywood Show          | Dançarino / Ele mesmo  | Convidado; 2 episódios                                                  |
| 2017          | Kings of Con                | Justin Angles          | Episódio: "Arlington, VA"                                               |
| 2022          | Walker                      | Miles Vyas             | Episódio: "No Such Thing as Fair Play"                                  |
| 2022–2023     | Big Sky                     | Beau Arlen             | Convidado (2ª temporada) Elenco principal (3ª temporada)                |
| 2022–2023     | The Winchesters             | Dean Winchester        | Recorrente, narrador / Produtor Executivo                               |
| 2022–presente | The Boys                    | Soldier Boy            | Elenco principal (3ª temporada) Participação, episódio 8 (4ª temporada) |
| 2023          | Gen V                       | Soldier Boy            | Episódio: "Jumanji"; (1ª temporada)                                     |
| 2024          | Tracker                     | Russell Shaw           | Episódios: "Off the Books" e "Ontological Shock"                        |
| 2025          | Countdown                   | Mark Meachum           | Protagonista                                                            |
| TBA           | Vought Rising               | Soldier Boy            | Elenco principal / Produtor Executivo                                   |

### Jogos eletrônicos
| Ano  | Título                       | Papel          | Notas               |
| ---- | ---------------------------- | -------------- | ------------------- |
| 2010 | Tron Evolution: Battle Grids | Gibson         | Voz apenas          |
| 2010 | Tron: Evolution              | Gibson         | Voz apenas          |
| 2011 | The 3rd Birthday             | Kyle Madigan   | Voz apenas          |
| 2012 | Life Weaver                  | Dark Elf       | Voz apenas          |
| 2023 | Atomic Heart                 | Major Nechayev | Live-action trailer |

## Discografia

### Albúns comRadio Company
- Vol. 1 (2019)
- Vol. 2 (2021)
- Keep On Ramblin' (2023)

## Prêmios e Indicações
| Ano  | Premiação                    | Categoria                                                                | Trabalho indicado | Resultado |
| ---- | ---------------------------- | ------------------------------------------------------------------------ | ----------------- | --------- |
| 1998 | Soap Opera Digest Awards     | Melhor Novato Masculino                                                  | Days of Our Lives | Venceu    |
| 1998 | Daytime Emmy Awards          | Ator mais jovem excepcional em uma série dramática                       | Days of Our Lives | Indicado  |
| 1999 | Daytime Emmy Awards          | Ator mais jovem excepcional em uma série dramática                       | Days of Our Lives | Indicado  |
| 2000 | Daytime Emmy Awards          | Ator mais jovem excepcional em uma série dramática                       | Days of Our Lives | Indicado  |
| 2006 | Teen Choice Awards           | TV – Choice Breakout Star                                                | Supernatural      | Indicado  |
| 2006 | Constellation Awards         | Best Male Performance in a 2006 Science Fiction Television Episode       | Supernatural      | Indicado  |
| 2007 | SFX Awards                   | Melhor Ator de TV                                                        | Supernatural      | Indicado  |
| 2008 | Constellation Awards         | Best Male Performance in a 2007 Science Fiction Television Episode       | Supernatural      | Indicado  |
| 2008 | Ewwy Awards                  | Melhor Ator em Série Dramática                                           | Supernatural      | Indicado  |
| 2009 | Constellation Awards         | Best Male Performance in a 2008 Science Fiction Television Episode       | Supernatural      | Indicado  |
| 2010 | Ewwy Awards                  | Melhor Ator em Série Dramática                                           | Supernatural      | Venceu    |
| 2010 | Constellation Awards         | Best Male Performance in a 2009 Science Fiction Television Episode       | Supernatural      | Indicado  |
| 2011 | TV Guide Awards              | Ator Favorito                                                            | Supernatural      | Venceu    |
| 2012 | Teen Choice Awards           | Choice TV Actor: Fantasy/Sci-Fi                                          | Supernatural      | Indicado  |
| 2013 | Constellation Awards         | Best Male Performance in a 2012 Science Fiction Television Episode       | Supernatural      | Indicado  |
| 2013 | People's Choice Awards       | Ator de TV Dramático Favorito                                            | Supernatural      | Indicado  |
| 2013 | SFX Awards                   | Melhor Ator de TV                                                        | Supernatural      | Indicado  |
| 2013 | Teen Choice Awards           | Choice TV Actor: Fantasy/Sci-Fi                                          | Supernatural      | Indicado  |
| 2014 | People's Choice Awards       | Favorite Sci-fi/Fantasy TV Actor                                         | Supernatural      | Indicado  |
| 2014 | People's Choice Awards       | Favorite TV Bromance (compartilhado com Jared Padalecki e Misha Collins) | Supernatural      | Venceu    |
| 2015 | Teen Choice Awards           | Química da TV: Jensen Ackles e Misha Collins                             | Supernatural      | Venceu    |
| 2016 | People's Choice Awards       | Favorite Sci-fi/Fantasy TV Actor                                         | Supernatural      | Venceu    |
| 2017 | People's Choice Awards       | Favorite Sci-fi/Fantasy TV Actor                                         | Supernatural      | Indicado  |
| 2017 | Teen Choice Awards           | Choice Sci-Fi/Fantasy TV Actor                                           | Supernatural      | Indicado  |
| 2021 | Critics' Choice Super Awards | Melhor Ator em Série de Terror                                           | Supernatural      | Venceu    |
| 2022 | Saturn Awards                | Melhor Performance de Ator Convidado (Streaming)                         | The Boys          | Indicado  |
| 2024 | Astra TV Awards              | Melhor Ator Coadjuvante em Série Dramática de Streaming                  | The Boys          | Venceu    |